# Hygrotus saginatus
Hygrotus saginatus är en skalbaggsart som först beskrevs av Hermann Rudolph Schaum 1857.  Hygrotus saginatus ingår i släktet Hygrotus och familjen dykare. Inga underarter finns listade i Catalogue of Life.